# 吉坂圭介
吉坂 圭介（よしさか けいすけ、1974年5月15日 - ）は兵庫県出身の元プロサッカー選手・サッカー指導者。現役時代のポジションはゴールキーパー。現在はJリーグ・大分トリニータのGKコーチを務めている。

## 経歴
西濃運輸サッカー部を経て、1998年に大分トリニティ（現：大分トリニータ）に加入し3年間プレーしたが、公式戦出場機会は無く、2000年を以て現役を引退。翌2001年より大分U-18のGKコーチに就任すると、当時の大分U-18監督の皇甫官と共に、後に日本代表に選出される西川周作を大分U-18にスカウトし、指導に携わった。その後は2009年まで計9年間U-18のGKコーチを務めた後、2010年にトップチームに配置転換され、2013年まで4年間務めた。翌2014年に再びU-18に復帰したが、2015年6月に監督の田坂和昭の解任に伴う、コーチングスタッフの再編成により、林晋太郎に代わり再びトップチームのGKコーチに就任した。

## 所属クラブ
- 1990年 - 1992年 滝川第二高校
- 1993年 - 1996年 中京大学
- 1997年 西濃運輸サッカー部
- 1998年 - 2000年 大分トリニティ/大分トリニータ

## 個人成績
| 国内大会個人成績 | 国内大会個人成績 | 国内大会個人成績 | 国内大会個人成績 | 国内大会個人成績 | 国内大会個人成績 | 国内大会個人成績 | 国内大会個人成績 | 国内大会個人成績 | 国内大会個人成績 | 国内大会個人成績 | 国内大会個人成績 |
| 年度             | クラブ           | 背番号           | リーグ           | リーグ戦         | リーグ戦         | リーグ杯         | リーグ杯         | オープン杯       | オープン杯       | 期間通算         | 期間通算         |
| 年度             | クラブ           | 背番号           | リーグ           | 出場             | 得点             | 出場             | 得点             | 出場             | 得点             | 出場             | 得点             |
| 日本             | 日本             | 日本             | 日本             | リーグ戦         | リーグ戦         | リーグ杯         | リーグ杯         | 天皇杯           | 天皇杯           | 期間通算         | 期間通算         |
| ---------------- | ---------------- | ---------------- | ---------------- | ---------------- | ---------------- | ---------------- | ---------------- | ---------------- | ---------------- | ---------------- | ---------------- |
| 1997             | 西濃運輸         |                  | 旧JFL            |                  |                  | -                | -                |                  |                  |                  |                  |
| 1998             | 大分             | 17               | 旧JFL            | 0                | 0                | -                | -                | 0                | 0                | 0                | 0                |
| 1999             | 大分             | 17               | J2               | 0                | 0                | 0                | 0                | 0                | 0                | 0                | 0                |
| 2000             | 大分             | 17               | J2               | 0                | 0                | 0                | 0                | 0                | 0                | 0                | 0                |
| 通算             | 日本             | 日本             | J2               | 0                | 0                | 0                | 0                | 0                | 0                | 0                | 0                |
| 通算             | 日本             | 日本             | 旧JFL            |                  |                  | -                | -                |                  |                  |                  |                  |
| 総通算           | 総通算           | 総通算           | 総通算           | 0                | 0                | 0                | 0                | 0                | 0                | 0                | 0                |

## 指導歴
- 2001年 - 大分トリニータ
  - 2001年 - 2009年 U-18 GKコーチ
  - 2010年 - 2013年 GKコーチ
  - 2014年 - 2015年6月 U-18 GKコーチ
  - 2015年6月 - GKコーチ